# Armin Rückoldt
Armin August Heinrich Anton Louis Franz Rückoldt (* 19. Oktober 1862 in Creuzburg, Sachsen-Weimar-Eisenach; † 1929 in Sonneberg) war ein deutsch-chilenischer Lehrer und Sammler von fremdsprachigen Schulredensarten.

## Leben und Wirken
Rückoldt war der Sohn des Steueraufsehers Wilhelm Eduard Rückoldt. Nach dem Schulbesuch studierte er an der Universität Jena, wo er 1889 zum Dr. phil. promovierte. Das Thema seiner Dissertation lautete Richelieus Stellung in der Geschichte der französischen Litteratur. Eine litterarische und grammatische Untersuchung. Seine erste Anstellung als Lehrer für ein Jahr zur Probe hatte er zu Michaelis 1885 am Gymnasium Carolo-Alexandrinum in Jena erhalten. Nach Jahresfrist gab es im Winterhalbjahr 1886/87 noch vertretungsweise einige Stunden, wurde jedoch nicht dauerhaft in der Lehrapparat übernommen. Er bewarb sich daraufhin um eine Lehrerstelle in Südamerika, die er in Constitución in Chile erhielt. Dort war er mehrere Jahre als Deutsch- und Mathematiklehrer mit Professor-Titel und im Deutschen Wissenschaftlichen Verein zu Santiago de Chile tätig. 
Während eines Deutschlandaufenthaltes in den Winterferien 1896 heiratete er in Erfurt Amalie Roediger, Tochter eines Lokführers aus Erfurt.
Ende des 19. Jahrhunderts wurde Rückoldt Oberlehrer für Neuere Sprachen und Mathematik an der herzoglichen Realschule in Sonneberg. Hier wurde er vor allem bekannt durch sein in zwei Auflagen verbreitetes Buch Französische Schulredensarten für den Sprachunterricht, gefolgt von den Englischen Schulredensarten für den Sprachunterricht, die ebenfalls in zwei Auflagen erschienen.

## Schriften (Auswahl)
- Richelieus Stellung in der Geschichte der französischen Litteratur. Eine litterarische und grammatische Untersuchung. Frommannsche Buchdruckerei Hermann Pohlen Jena 1889.
- Französische Schulredensarten für den Sprachunterricht. Roßberg, Leipzig 1900; 2. Aufl., Roßberg'sche Verlagsbuchhandlung, Leipzig 1909.
- Englische Schulredensarten für den Sprachunterricht. Roßberg, Leipzig 1900; 2. Aufl., Roßberg'sche Verlagsbuchhandlung, Leipzig 1909.
- Der fremdsprachliche Aufsatz in den Mittelklassen. Sonneberg 1907.